# Otto Kretschmer (Politiker)
Otto Kretschmer (* 23. Februar 1940 in Kassel; † 22. Dezember 2004 bei Husum) war ein deutscher Politiker der SPD und Justizminister des Freistaats Thüringen.

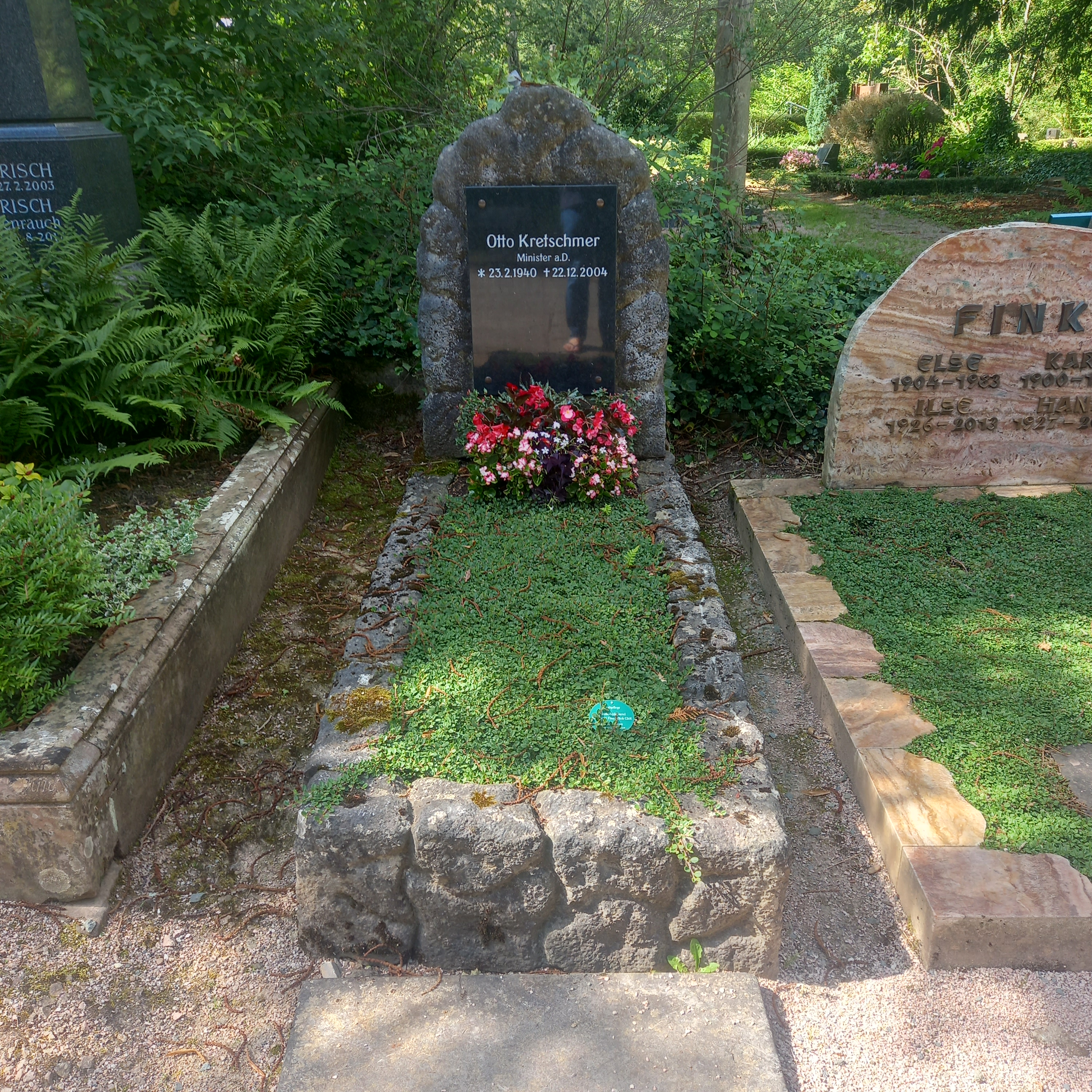
Das Grab von Otto Kretschmer auf dem Nordfriedhof (Wiesbaden)

Nach dem Abitur studierte der gebürtige Hesse Rechts- und Staatswissenschaften an der Universität Marburg. Er wurde Rechtsanwalt und Richter in Nordhessen sowie später Staatsanwalt in Kassel und Darmstadt. 1975 wechselte er in das hessische Justizministerium, wo er leitende Stellen bekleidete. Nach der Wiedervereinigung Deutschlands kam Kretschmer 1990 als Helfer für den Aufbau der Justiz nach Thüringen und wurde schließlich Leitender Oberstaatsanwalt in Erfurt. Nach der Landtagswahl 1994 wurde er in der Großen Koalition zum Minister für Justiz- und Europaangelegenheiten berufen. Von 1999 bis Oktober 2002 gehörte er als Abgeordneter dem Thüringer Landtag an und war in dieser Zeit justizpolitischer Sprecher der SPD-Fraktion. Sein Mandat gab er aus gesundheitlichen Gründen auf. Als Berater der Jüdischen Landesgemeinde Thüringens trug er zum Abschluss eines Staatsvertrages des Freistaates mit der Jüdischen Gemeinschaft bei.
Otto Kretschmer starb auf seinem Alterssitz bei Husum in Schleswig-Holstein. Er war verheiratet und Vater zweier Kinder.